# Cirolana mclaughlinae
Cirolana mclaughlinae là một loài chân đều trong họ Cirolanidae. Loài này được Bruce & Brandt miêu tả khoa học năm 2006.